# Quả bóng vàng châu Âu 2021
Quả bóng vàng châu Âu 2021 (tiếng Pháp: Ballon d'Or ) là lễ trao giải thường niên lần thứ 65 của Quả bóng vàng châu Âu, tổ chức bởi France Football, trao cho cầu thủ bóng đá có thành tích thi đấu tốt nhất trên thế giới vào năm 2021.
Các đề cử cho buổi lễ được công bố vào ngày 8 tháng 10 năm 2021.

## Danh sách đề cử rút gọn của Nam
Các đề cử cho buổi lễ được công bố vào ngày 8 tháng 10 năm 2021.
| Xếp hạng | Cầu thủ              | Câu lạc bộ                    | Số điểm |
| -------- | -------------------- | ----------------------------- | ------- |
| 1        | Lionel Messi         | Barcelona Paris Saint-Germain | 613     |
| 2        | Robert Lewandowski   | Bayern Munich                 | 580     |
| 3        | Jorginho             | Chelsea                       | 460     |
| 4        | Karim Benzema        | Real Madrid                   | 239     |
| 5        | N'Golo Kanté         | Chelsea                       | 186     |
| 6        | Cristiano Ronaldo    | Juventus Manchester United    | 178     |
| 7        | Mohamed Salah        | Liverpool                     | 121     |
| 8        | Kevin De Bruyne      | Manchester City               | 73      |
| 9        | Kylian Mbappé        | Paris Saint-Germain           | 58      |
| 10       | Gianluigi Donnarumma | Milan Paris Saint-Germain     | 36      |
| 11       | Erling Haaland       | Borussia Dortmund             | 33      |
| 12       | Romelu Lukaku        | Inter Milan Chelsea           | 26      |
| 13       | Giorgio Chiellini    | Juventus                      | 26      |
| 14       | Leonardo Bonucci     | Juventus                      | 18      |
| 15       | Raheem Sterling      | Manchester City               | 10      |
| 16       | Neymar               | Paris Saint-Germain           | 9       |
| 17       | Luis Suárez          | Atlético Madrid               | 8       |
| 18       | Simon Kjær           | Milan                         | 8       |
| 19       | Mason Mount          | Chelsea                       | 7       |
| 20       | Riyad Mahrez         | Manchester City               | 7       |
| 21       | Bruno Fernandes      | Manchester United             | 6       |
| 21       | Lautaro Martínez     | Inter Milan                   | 6       |
| 23       | Harry Kane           | Tottenham Hotspur             | 4       |
| 24       | Pedri                | Barcelona                     | 3       |
| 25       | Phil Foden           | Manchester City               | 2       |
| 26       | Gerard Moreno        | Villarreal                    | 1       |
| 26       | Nicolò Barella       | Inter Milan                   | 1       |
| 26       | Rúben Dias           | Manchester City               | 1       |
| 29       | Luka Modrić          | Real Madrid                   | 0       |
| 29       | Cesar Azpilicueta    | Chelsea                       | 0       |

## Danh sách đề cử rút gọn của nữ
Danh sách rút gọn cho giải thưởng sẽ được công bố vào ngày 8 tháng 10 năm 2021.
| Xếp hạng | Cầu thủ                 | Câu lạc bộ                             | Số điểm |
| -------- | ----------------------- | -------------------------------------- | ------- |
| 1        | Alexia Putellas         | Barcelona                              | 186     |
| 2        | Jennifer Hermoso        | Barcelona                              | 84      |
| 3        | Sam Kerr                | Chelsea                                | 46      |
| 4        | Vivianne Miedema        | Arsenal                                | 46      |
| 5        | Lieke Martens           | Barcelona                              | 40      |
| 6        | Christine Sinclair      | Portland Thorns                        | 36      |
| 7        | Pernille Harder         | Chelsea                                | 33      |
| 8        | Ashley Lawrence         | Paris Saint-Germain                    | 26      |
| 9        | Jessie Fleming          | Chelsea                                | 25      |
| 10       | Fran Kirby              | Chelsea                                | 22      |
| 11       | Magdalena Eriksson      | Chelsea                                | 20      |
| 12       | Christiane Endler       | Paris Saint-Germain Lyon               | 19      |
| 13       | Stina Blackstenius      | BK Häcken                              | 10      |
| 14       | Sam Mewis               | Manchester City North Carolina Courage | 8       |
| 15       | Irene Paredes           | Paris Saint-Germain Barcelona          | 8       |
| 16       | Ellen White             | Manchester City                        | 4       |
| 17       | Kadidiatou Diani        | Paris Saint-Germain                    | 3       |
| 18       | Marie-Antoinette Katoto | Paris Saint-Germain                    | 3       |
| 19       | Sandra Paños            | Barcelona                              | 3       |
| 20       | Wendie Renard           | Lyon                                   | 2       |

## Cúp Kopa
Các đề cử cho buổi lễ được công bố vào ngày 8 tháng 10 năm 2021.
| Xếp hạng | Cầu thủ          | Câu lạc bộ                      | Số điểm |
| -------- | ---------------- | ------------------------------- | ------- |
| 1        | Pedri            | Barcelona                       | 89      |
| 2        | Jude Bellingham  | Borussia Dortmund               | 39      |
| 3        | Jamal Musiala    | Bayern Munich                   | 38      |
| 4        | Nuno Mendes      | Sporting CP Paris Saint-Germain | 23      |
| 5        | Mason Greenwood  | Manchester United               | 15      |
| 6        | Bukayo Saka      | Arsenal                         | 8       |
| 7        | Florian Wirtz    | Bayer Leverkusen                | 8       |
| 8        | Ryan Gravenberch | Ajax                            | 3       |
| 9        | Giovanni Reyna   | Borussia Dortmund               | 1       |
| 9        | Jérémy Doku      | Rennes                          | 1       |

## Cúp Yashin
Các đề cử cho buổi lễ được công bố vào ngày 8 tháng 10 năm 2021.
| Xếp hạng | Cầu thủ              | Câu lạc bộ                | Số điểm |
| -------- | -------------------- | ------------------------- | ------- |
| 1        | Gianluigi Donnarumma | Milan Paris Saint-Germain | 594     |
| 2        | Édouard Mendy        | Chelsea                   | 404     |
| 3        | Jan Oblak            | Atlético Madrid           | 155     |
| 4        | Ederson              | Manchester City           | 93      |
| 5        | Manuel Neuer         | Bayern Munich             | 91      |
| 6        | Emiliano Martínez    | Aston Villa               | 90      |
| 7        | Kasper Schmeichel    | Leicester City            | 37      |
| 8        | Thibaut Courtois     | Real Madrid               | 29      |
| 8        | Keylor Navas         | Paris Saint-Germain       | 29      |
| 10       | Samir Handanović     | Inter Milan               | 8       |

## Tiền đạo xuất sắc nhất năm
| Xếp hạng | Cầu thủ            | Câu lạc bộ    | Số bàn thắng |
| -------- | ------------------ | ------------- | ------------ |
| 1        | Robert Lewandowski | Bayern Munich | 59           |

## Câu lạc bộ xuất sắc nhất năm
| Xếp hạng | Câu lạc bộ | Số cầu thủ |
| -------- | ---------- | ---------- |
| 1        | Chelsea    | 10         |